# Трояны (Николаевская область)
Трояны (укр. Трояни) — село в Новобугском районе Николаевской области Украины.
Население по переписи 2001 года составляло 204 человек. Почтовый индекс — 55645. Телефонный код — 5151. Занимает площадь 0,7 км².

## Местный совет
55642, Николаевская обл., Новобугский р-н, с. Новополтавка, ул. Мельничная, 105а, тел. 9-54-32; 9-10-81